# Scopula luculata
Scopula luculata är en fjärilsart som beskrevs av Achille Guenée 1857. Scopula luculata ingår i släktet Scopula och familjen mätare. Inga underarter finns listade.